# Górnik Wałbrzych (piłka nożna)

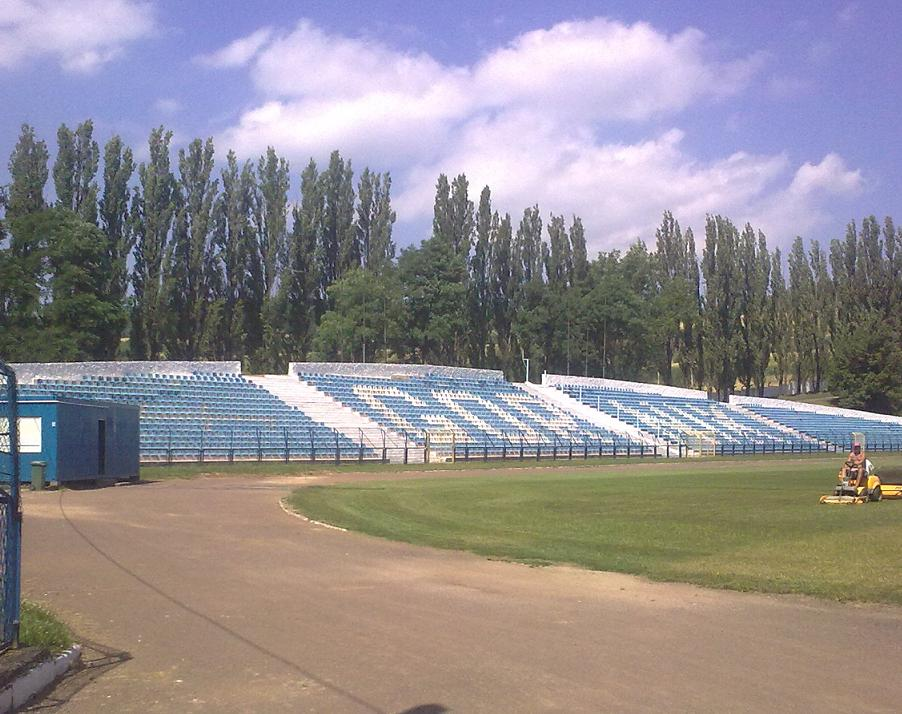
Stadion Górnika

KP Górnik Wałbrzych – polski klub piłkarski z siedzibą w Wałbrzychu założony w 1946 r. występujący w IV lidze dolnośląskiej. 

## Historia
W lutym 1949 r. Górnik połączył się z innym wałbrzyskim zespołem – Chrobrym, tworząc Górniczy Zakładowy Klub Sportowy Górnik. W 1951 zespół zadebiutował w II lidze (grupie C), którą zwyciężył, plasując się m.in. nad Górnikiem Zabrze, Szombierkami Bytom, Odrą Opole oraz dolnośląskim rywalem Śląskiem Wrocław z którym dwukrotnie wygrał. W 1972 Górnik, będąc wciąż drugoligowcem, został zaproszony do udziału w Pucharze Intertoto, rozgrywanym wówczas poza auspicjami UEFA. Wałbrzyszanie zdołali zremisować ze szwedzkim IFK Norrköping i szwajcarskim FC Winterthur, zajmując finalnie ostatnie, czwarte miejsce w grupie.
Sekcja piłkarska Górnika Wałbrzych swoje najlepsze lata, podobnie jak koszykarze, miała w latach osiemdziesiątych. W 1983 r. zespół awansował do I ligi. Jako beniaminek został mistrzem jesieni '83. Na wiosnę nie udało się utrzymać wysokiej pozycji i ostatecznie górnicy zakończyli sezon na 6. miejscu. Królem strzelców sezonu został napastnik biało – niebieskich Włodzimierz Ciołek. Na stadionie usytuowanym na Nowym Mieście pojawiało się wtedy nawet 40 tys. ludzi (w 140-tysięcznym mieście). Znaczną część widowni stanowili sympatycy klubu spoza Wałbrzycha. W kolejnych latach wałbrzyszanie regularnie zajmowali coraz niższą pozycję w ekstraklasie, aż w końcu definitywnie w roku 1989 ostatecznie się z nią pożegnali. W tabeli wszech czasów ekstraklasy Górnik zajmuje 42. miejsce (157 pkt. zdobytych w 6 sezonach). Na początku lat 90. kryzys finansowy dotknął także piłkarzy. Tak Górnika, jak i lokalnego rywala – Zagłębie Wałbrzych. Wymusiło to sytuację wręcz niewiarygodną dla wielu kibiców – połączenie dwóch klubów zza miedzy, rywalizujących ze sobą od 40 lat pod względem sportowym i przede wszystkim – mających niemniej ostro rywalizujących ze sobą kibiców. To jednak stało się faktem i od 1992 roku powstał de facto nowy klub KP Wałbrzych (później Górnik/Zagłębie Wałbrzych), rywalizował w II lidze. W sezonie 2003/2004 zespół zapewnił sobie awans do IV ligi. W sezonie 2008/2009 zespół Górnika uzyskał awans do III ligi. W sezonie 2009/2010 zespół awansował do II ligi wyprzedzając o 1 pkt Chrobrego Głogów. Od sezonu 2014/2015 w jednej grupie II ligi.

## Sukcesy
- 6. miejsce w I lidze (2x) – 1983/84, 1985/86
- Półfinał Pucharu Polski (2x) – 1954/55, 1987/88
- Mistrzostwo Polski juniorów (2x) – 1968, 1973
- Mistrz jesieni w sezonie 1983/84
- 21 sierpnia 2004 r. reaktywowano sekcję piłki nożnej przy stadionie w dzielnicy Nowe Miasto. Zespół występował w wałbrzyskiej "B" klasie. Nie były to jednak rezerwy KS Górnika Wałbrzych, a oddzielny klub sportowy.
- 29 kwietnia 2009 r. w nowym klubie K.S."Górnik Nowe Miasto" Wałbrzych powstała druga sekcja, koszykarska, zespół występowała w III lidze.
- 27 września 2012 r. – 1/8 Pucharu Polski (porażka po dogrywce 1:3 z Olimpią Grudziądz).

## Występy w polskich rozgrywkach

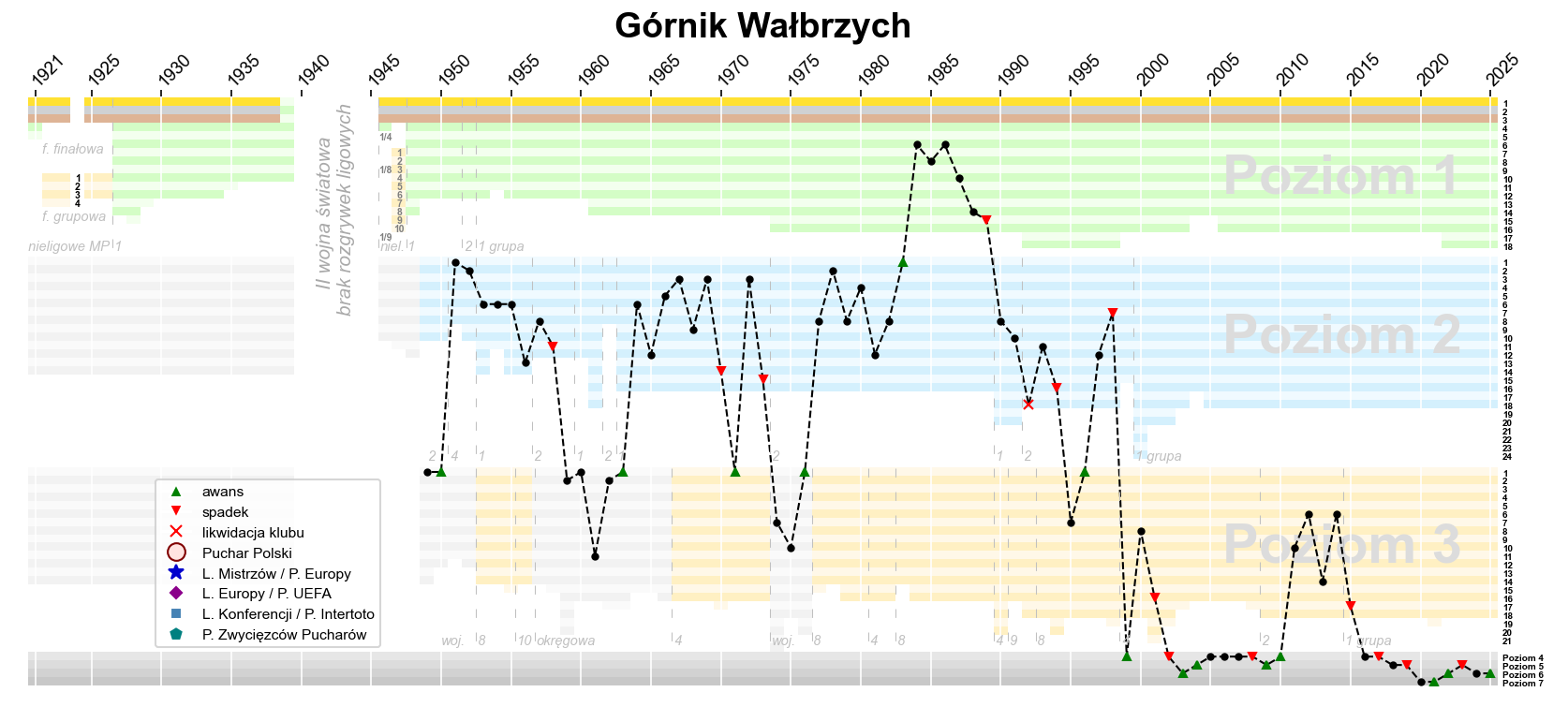
Historia występów Górnika Wałbrzych w rozgrywkach ligowych

| Sezon     | Rozgrywki ligowe | Rozgrywki ligowe                   | Rozgrywki ligowe | Puchar Polski (rozgrywki centralne) | Uwagi                                                                                              | Uwagi                                                                                              |
| Sezon     | Liga             | Liga                               | Miejsce          | Puchar Polski (rozgrywki centralne) | Uwagi                                                                                              | Uwagi                                                                                              |
| --------- | ---------------- | ---------------------------------- | ---------------- | ----------------------------------- | -------------------------------------------------------------------------------------------------- | -------------------------------------------------------------------------------------------------- |
| 1950/1951 | III              | Klasa A                            |                  | –                                   | Po rundzie jesiennej klub włączony w skład zreformowanej II ligi.                                  | Po rundzie jesiennej klub włączony w skład zreformowanej II ligi.                                  |
| 1951      | II               | II liga (gr. C)                    | 1/8              | –                                   | Przegrane baraże o awans.                                                                          | Najwyżej notowany klub z Dolnego Śląska.                                                           |
| 1952      | II               | II liga (gr. C)                    | 2/10             | III runda                           | | Najwyżej notowany klub z Dolnego Śląska.                                                           |
| 1953      | II               | II liga                            | 6/14             | nie rozgrywano                      | | Najwyżej notowany klub z Dolnego Śląska.                                                           |
| 1954      | II               | II liga                            | 6/11             | 1/16 finału                         | | Najwyżej notowany klub z Dolnego Śląska.                                                           |
| 1955      | II               | II liga                            | 6/14             | 1/2 finału                          | | Najwyżej notowany klub z Dolnego Śląska.                                                           |
| 1956      | II               | II liga                            | 13/14            | 1/4 finału                          | | |
| 1957      | II               | II liga (gr. północna)             | 8/12             | 1/4 finału                          | | |
| 1958      | II               | II liga (gr. północna)             | 11/12            | nie rozgrywano                      | | |
| 1959      | III              | Liga okręgowa                      | 2                | nie rozgrywano                      | | |
| 1960      | III              | Liga okręgowa                      | 1                | nie rozgrywano                      | Przegrane baraże o awans.                                                                          | Przegrane baraże o awans.                                                                          |
| 1960/1961 | III              | Liga okręgowa                      |                  | nie rozgrywano                      | | |
| 1961/1962 | III              | Liga okręgowa                      |                  | –                                   | | |
| 1962/1963 | III              | Liga okręgowa                      | 1                | –                                   | Awans po barażach.                                                                                 | Awans po barażach.                                                                                 |
| 1963/1964 | II               | II liga                            | 6/16             | I runda                             | | |
| 1964/1965 | II               | II liga                            | 12/16            | 1/16 finału                         | Pierwsze drugoligowe derby Wałbrzycha między Górnikiem a Zagłębiem.                                | Pierwsze drugoligowe derby Wałbrzycha między Górnikiem a Zagłębiem.                                |
| 1965/1966 | II               | II liga                            | 5/16             | II runda                            | | |
| 1966/1967 | II               | II liga                            | 3/16             | 1/8 finału                          | | |
| 1967/1968 | II               | II liga                            | 9/16             | I runda                             | | |
| 1968/1969 | II               | II liga                            | 3/16             | I runda                             | | |
| 1969/1970 | II               | II liga                            | 14/16            | 1/8 finału                          | | |
| 1970/1971 | III              | III liga (gr. I)                   | 1/16             | 1/16 finału                         | | |
| 1971/1972 | II               | II liga                            | 3/16             | –                                   | | |
| 1972/1973 | II               | II liga                            | 15/16            | I runda                             | 4. miejsce w grupie Pucharu Intertoto.                                                             | 4. miejsce w grupie Pucharu Intertoto.                                                             |
| 1973/1974 | III              | Liga okręgowa                      |                  | –                                   | | |
| 1974/1975 | III              | Liga okręgowa                      |                  | 1/16 finału                         | | |
| 1975/1976 | III              | Liga okręgowa                      |                  | –                                   | Awans po barażach.                                                                                 | Awans po barażach.                                                                                 |
| 1976/1977 | II               | II liga (gr. południowa)           | 8/16             | –                                   | | |
| 1977/1978 | II               | II liga (gr. południowa)           | 2/16             | 1/8 finału                          | | |
| 1978/1979 | II               | II liga (gr. zachodnia)            | 8/16             | III runda                           | | |
| 1979/1980 | II               | II liga (gr. zachodnia)            | 4/16             | II runda                            | | |
| 1980/1981 | II               | II liga (gr. zachodnia)            | 12/16            | II runda                            | | |
| 1981/1982 | II               | II liga (gr. zachodnia)            | 8/16             | III runda                           | | |
| 1982/1983 | II               | II liga (gr. zachodnia)            | 1/16             | 1/8 finału                          | | |
| 1983/1984 | I                | I liga                             | 6/16             | II runda                            | Włodzimierz Ciołek królem strzelców.                                                               | Najwyżej notowany klub z Dolnego Śląska.                                                           |
| 1984/1985 | I                | I liga                             | 8/16             | 1/16 finału                         | | Najwyżej notowany klub z Dolnego Śląska.                                                           |
| 1985/1986 | I                | I liga                             | 6/16             | 1/4 finału                          | | Najwyżej notowany klub z Dolnego Śląska.                                                           |
| 1986/1987 | I                | I liga                             | 10/16            | 1/8 finału                          | Puchar Polski Wałbrzyskiego OZPN (zespół rezerw)                                                   | Puchar Polski Wałbrzyskiego OZPN (zespół rezerw)                                                   |
| 1987/1988 | I                | I liga                             | 14/16            | 1/2 finału                          | Utrzymanie po barażach.                                                                            | Utrzymanie po barażach.                                                                            |
| 1988/1989 | I                | I liga                             | 15/16            | 1/16 finału                         | | |
| 1989/1990 | II               | II liga                            | 8/20             | 1/16 finału                         | | |
| 1990/1991 | II               | II liga                            | 10/20            | III runda                           | | |
| 1991/1992 | II               | II liga (gr. zachodnia)            | 18/18            | III runda                           | Ostatnie ligowe derby Wałbrzycha między Górnikiem a Zagłębiem. Klub wycofany po rundzie jesiennej. | Ostatnie ligowe derby Wałbrzycha między Górnikiem a Zagłębiem. Klub wycofany po rundzie jesiennej. |
| 1992/1993 | II               | II liga (gr. zachodnia)            | 11/18            | III runda                           | Po fuzji przeprowadzonej w przerwie zimowej z Zagłębiem Wałbrzych jako KP Wałbrzych.               | Po fuzji przeprowadzonej w przerwie zimowej z Zagłębiem Wałbrzych jako KP Wałbrzych.               |
| 1993/1994 | II               | II liga (gr. zachodnia)            | 16/18            | II runda                            | Jako KP Wałbrzych.                                                                                 | Jako KP Wałbrzych.                                                                                 |
| 1994/1995 | III              | III liga (gr. VIII)                | 7/18             | II runda                            | Jako KP Wałbrzych.                                                                                 | Jako KP Wałbrzych.                                                                                 |
| 1995/1996 | III              | III liga (gr. IV)                  | 1/18             | –                                   | Jako KP Wałbrzych.                                                                                 | Jako KP Wałbrzych.                                                                                 |
| 1996/1997 | II               | II liga (gr. zachodnia)            | 12/18            | –                                   | Jako KP Wałbrzych.                                                                                 | Jako KP Wałbrzych.                                                                                 |
| 1997/1998 | II               | II liga (gr. zachodnia)            | 7/18             | II runda                            | Powrót do nazwy Górnik Wałbrzych.                                                                  | Powrót do nazwy Górnik Wałbrzych.                                                                  |
| 1998/1999 | IV               | IV liga (gr. Wrocław)              | 1/20             | III runda                           | Klub zrezygnował ze startu w II lidze i przystąpił do IV ligi. Puchar Polski Wałbrzyskiego OZPN    | Klub zrezygnował ze startu w II lidze i przystąpił do IV ligi. Puchar Polski Wałbrzyskiego OZPN    |
| 1999/2000 | III              | III liga (gr. II)                  | 8/18             | II runda                            | | |
| 2000/2001 | III              | III liga (gr. III)                 | 16/20            | –                                   | | |
| 2001/2002 | IV               | IV liga (gr. dolnośląska)          | 20/20            | –                                   | Jako Górnik/Zagłębie Wałbrzych.                                                                    | Zespół wycofany z rozgrywek po rundzie jesiennej.                                                  |
| 2002/2003 | VI               | Klasa A (gr. Wałbrzych I)          | 1/14             | –                                   | Jako Górnik/Zagłębie Wałbrzych.                                                                    | |
| 2003/2004 | V                | Klasa okręgowa (gr. Wałbrzych)     | 1/16             | –                                   | Jako Górnik/Zagłębie Wałbrzych.                                                                    | |
| 2004/2005 | IV               | IV liga (gr. dolnośląska)          | 4/18             | –                                   | Jako Górnik/Zagłębie Wałbrzych.                                                                    | |
| 2005/2006 | IV               | IV liga (gr. dolnośląska)          | 5/18             | Runda wstępna                       | Jako Górnik/Zagłębie Wałbrzych.                                                                    | Puchar Polski Dolnośląskiego ZPN                                                                   |
| 2006/2007 | IV               | IV liga (gr. dolnośląska)          | 4/18             | I runda                             | Jako Górnik/Zagłębie Wałbrzych.                                                                    | |
| 2007/2008 | IV               | IV liga (gr. dolnośląska)          | 11/19            | –                                   | Powrót do nazwy Górnik Wałbrzych.                                                                  | Powrót do nazwy Górnik Wałbrzych.                                                                  |
| 2008/2009 | V                | IV liga (gr. dolnośląska)          | 1/16             | –                                   | | |
| 2009/2010 | IV               | III liga (gr. dolnośląsko-lubuska) | 1/16             | –                                   | | |
| 2010/2011 | III              | II liga (gr. zachodnia)            | 10/18            | –                                   | | |
| 2011/2012 | III              | II liga (gr. zachodnia)            | 6/18             | Runda przedwstępna                  | | |
| 2012/2013 | III              | II liga (gr. zachodnia)            | 14/18            | 1/8 finału                          | | |
| 2013/2014 | III              | II liga (gr. zachodnia)            | 6/18             | Runda wstępna                       | | |
| 2014/2015 | III              | II liga                            | 17/18            | Runda wstępna                       | | |
| 2015/2016 | IV               | III liga (gr. dolnośląsko-lubuska) | 1/18             | I runda                             | Przegrane baraże o awans do II ligi.                                                               | Przegrane baraże o awans do II ligi.                                                               |
| 2016/2017 | IV               | III liga (gr. III)                 | 17/18            | –                                   | | |
| 2017/2018 | V                | IV liga (gr. dolnośląska wschód)   | 5/16             | –                                   | | |
| 2018/2019 | V                | IV liga (gr. dolnośląska wschód)   | 2/16             | –                                   | Klub wycofany po sezonie                                                                           | Klub wycofany po sezonie                                                                           |
| 2019/2020 | VII              | Klasa A (gr. Wałbrzych I)          | 7/16             | –                                   | | |
| 2020/2021 | VII              | Klasa A (gr. Wałbrzych I)          | 1/16             | –                                   | | |
| 2021/2022 | VI               | Klasa okręgowa (gr. Wałbrzych)     | 1/16             | –                                   | | |
| 2022/2023 | V                | IV liga (gr. dolnośląska wschód)   | 11/16            | –                                   | | |
| 2023/2024 | VI               | Klasa okręgowa (gr. Wałbrzych)     | 5/16             | –                                   | | |
| 2024/2025 | VI               | Klasa okręgowa (gr. Wałbrzych)     | 1/16             | –                                   | | |

## Europejskie puchary
Legenda do wszystkich tabel:
- Q – runda eliminacyjna, 1/16, 1/8, 1/4, 1/2 – odpowiednia faza rozgrywek, Grupa – runda grupowa, 1r gr – pierwsza runda grupowa, 2r gr – druga runda grupowa, F – finał, R – runda, PO – play-off
- k. – rzuty karne, los. – losowanie, Dogr. – dogrywka, w. – zasada bramek strzelonych na wyjeździe

| Sezon | Rozgrywki        | Runda   | Przeciwnik       | Dom | Wyjazd | Ogólnie    |
| ----- | ---------------- | ------- | ---------------- | --- | ------ | ---------- |
| 1972  | Puchar Intertoto | Grupa 2 | FC Winterthur    | 0–0 | 2–3    | 4. miejsce |
| 1972  | Puchar Intertoto | Grupa 2 | IFK Norrköping   | 1–1 | 0–2    | 4. miejsce |
| 1972  | Puchar Intertoto | Grupa 2 | Austria Salzburg | 0–1 | 0–2    | 4. miejsce |